# Walerków
Walerków – część wsi Sobolew w Polsce, położona w województwie mazowieckim, w powiecie garwolińskim, w gminie Sobolew.
W latach 1975–1998 Walerków administracyjnie należał do województwa siedleckiego.